# Arrandale
Arrandale — кодова назва мобільного процесора Intel, який продається як Intel Core i3, i5 і i7, а також Celeron і Pentium.  Схожий з настільним процесором Clarkdale. Обидва використовують двоядерний чип на основі Westmere (мікроархітектура) і  інтегрованою графікою, а також включають PCI Express і DMI.
Arrandale є наступником 45 нм ядра процесора на базі мікроархітектури Penryn, яка використовується в багатьох мобільних процесорах Intel Core 2, Celeron і Pentium Dual-процесори. У той час як Penryn зазвичай використовує зовнішні — як північний міст, так і південний міст, — Arrandale вже містить основні компоненти північного мосту, такі як контролер пам'яті, PCI Express для зовнішньої графіки, інтегрована графіка і роз'єм DMI. Це  дозволяє створювати більш компактні системи без окремого північного мосту або дискретною графікою, як Lynnfield. Корпус процесора Arrandale містить два чипи:
- 32 нм процесор з входами / виходами
- 45-нм Intel HD Graphics (Ironlake) контролер з інтерфейсом пам'яті (GMCH).

Фізичне розділення процесора і GMCH означає збільшення латентності пам'яті.
Arrandale побачив світ 7 січня 2010 року, під час CES 2010.

## Бренди
Тільки в Core i7 модель Arrandale використовує повну кеш-пам'ять L3 і всі функції. Процесори з закінченням  E замість М мають підтримку PCIe та ECC пам'яті, у той час, як звичайні мобільні версії підтримують тільки один порт PCIe і без коду корекції помилок пам'яті. Celeron Arrandale версії мають найменший L3 кеш всього 2 Мб.
| Бренд         | Модель                    | L3 кеш | TDP  |
| ------------- | ------------------------- | ------ | ---- |
| Intel Celeron | P4xxx                     | 2 MB   | 35 W |
| Intel Celeron | U3xxx                     | 2 MB   | 18 W |
| Intel Pentium | P6xxx                     | 3 MB   | 35 W |
| Intel Pentium | U5xxx                     | 3 MB   | 18 W |
| Intel Core i3 | i3-3xxM                   | 3 MB   | 35 W |
| Intel Core i3 | i3-3xxUM                  | 3 MB   | 18 W |
| Intel Core i5 | i5-4xxM, i5-5xxM, i5-5xxE | 3 MB   | 35 W |
| Intel Core i5 | i5-4xxUM, i5-5xxUM        | 3 MB   | 18 W |
| Intel Core i7 | i7-6xxM, i7-6xxE          | 4 MB   | 35 W |
| Intel Core i7 | i7-6xxLM, i7-6xxLE        | 4 MB   | 25 W |
| Intel Core i7 | i7-6xxUM, i7-6xxUE        | 4 MB   | 18 W |